# Daniel de Pauli
Daniel de Pauli Oliveira (6 agosto 1999) è un calciatore brasiliano, centrocampista del Pacific.

## Caratteristiche tecniche
È un centrocampista centrale.

## Carriera
Cresciuto nel settore giovanile del Goiás, ha esordito in prima squadra il 21 agosto 2019 disputando l'incontro di Copa Verde vinto 4-1 contro il Brasiliense. Promosso in prima squadra a partire dalla stagione successiva, ha debuttato nel Brasileirão il 16 agosto 2020 in occasione dell'incontro pareggiato 1-1 contro il Palmeiras.

## Statistiche
Statistiche aggiornate al 4 ottobre 2020.

### Presenze e reti nei club
| Stagione        | Squadra         | Campionato      | Campionato | Campionato | Coppe nazionali | Coppe nazionali | Coppe nazionali | Coppe continentali | Coppe continentali | Coppe continentali | Altre coppe | Altre coppe | Altre coppe | Totale | Totale | Totale |
| Stagione        | Squadra         | Comp            | Pres       | Reti       | Comp            | Pres            | Reti            | Comp               | Pres               | Reti               | Comp        | Pres        | Reti        | Pres   | Reti   |        |
| --------------- | --------------- | --------------- | ---------- | ---------- | --------------- | --------------- | --------------- | ------------------ | ------------------ | ------------------ | ----------- | ----------- | ----------- | ------ | ------ | ------ |
| 2019            | Goiás           | PD/GO+A         | 0          | 0          | CB              | 0               | 0               |                    | -                  | -                  | CV          | 2           | 0           | 2      | 0      |        |
| 2020            | Goiás           | PD/GO+A         | 2+5        | 0          | CB              | 0               | 0               | CS                 | 0                  | 0                  |             | -           | -           | 7      | 0      |        |
| Totale carriera | Totale carriera | Totale carriera | 7          | 0          |                 | 0               | 0               |                    | 0                  | 0                  |             | 2           | 0           | 9      | 0      |        |

## Palmarès

### Club

#### Competizioni statali
- Recopa Mineira: 1

Athletic: 2022